# Янковская, Ольга Ефимовна
Ольга Ефимовна Янковская (23 января 1922 — 17 апреля 1986) — советская театральная актриса, народная артистка РСФСР.

## Биография
Родилась 23 января 1922 года. 
В театр «Ромэн» она сама пришла из табора в 1935 году. 13-летней девочке в шутку дали трудный этюд и она его сыграла так хорошо, что её взяли в труппу. Во время Великой Отечественной войны участвовала во фронтовой концертной бригаде.
До конца жизни была артисткой театра «Ромэн». 
Умерла 17 апреля 1986 года. Похоронена на Кунцевском кладбище в Москве.

### Семья
- Муж — актёр Киселёв Владимир Сергеевич (1915—1982), артист театра «Ромэн», брат Ляли Чёрной.
- Дочь — актриса Любовь Владимировна Александрович (27.10.1939 - 19.08.2019), артистка театра «Ромэн».

## Награды и премии
- Медаль «За оборону Кавказа».
- Заслуженная артистка РСФСР (8.03.1960).
- Народная артистка РСФСР (2.06.1981).

## Работы в театре
- «Сломанный кнут» И. В. Хрусталёва — Сарпа
- «Эсмеральда» по роману «Собор Парижской Богоматери» В. Гюго — Эсмеральда
- «Девчонка из табора» Ялунера — Зинка
- «Сломанный кнут» И. Хрусталёва — Сарпа
- «Четыре жениха» И. Хрусталёва — Муста
- «Закон предков» И. Хрусталёва — Сатуна
- «Грушенька» И. Штока по Н. Лескову — Грушенька